# حزب جنبش اتحاد ملی گرجستان
حزب جنبش اتحاد ملی (به گرجی: ერთიანი ნაციონალური მოძრაობა, Ertiani Natsionaluri Modzraoba, ENM) اصلی‌ترین حزب راست میانه گرجستان بود.

## تاریخچه

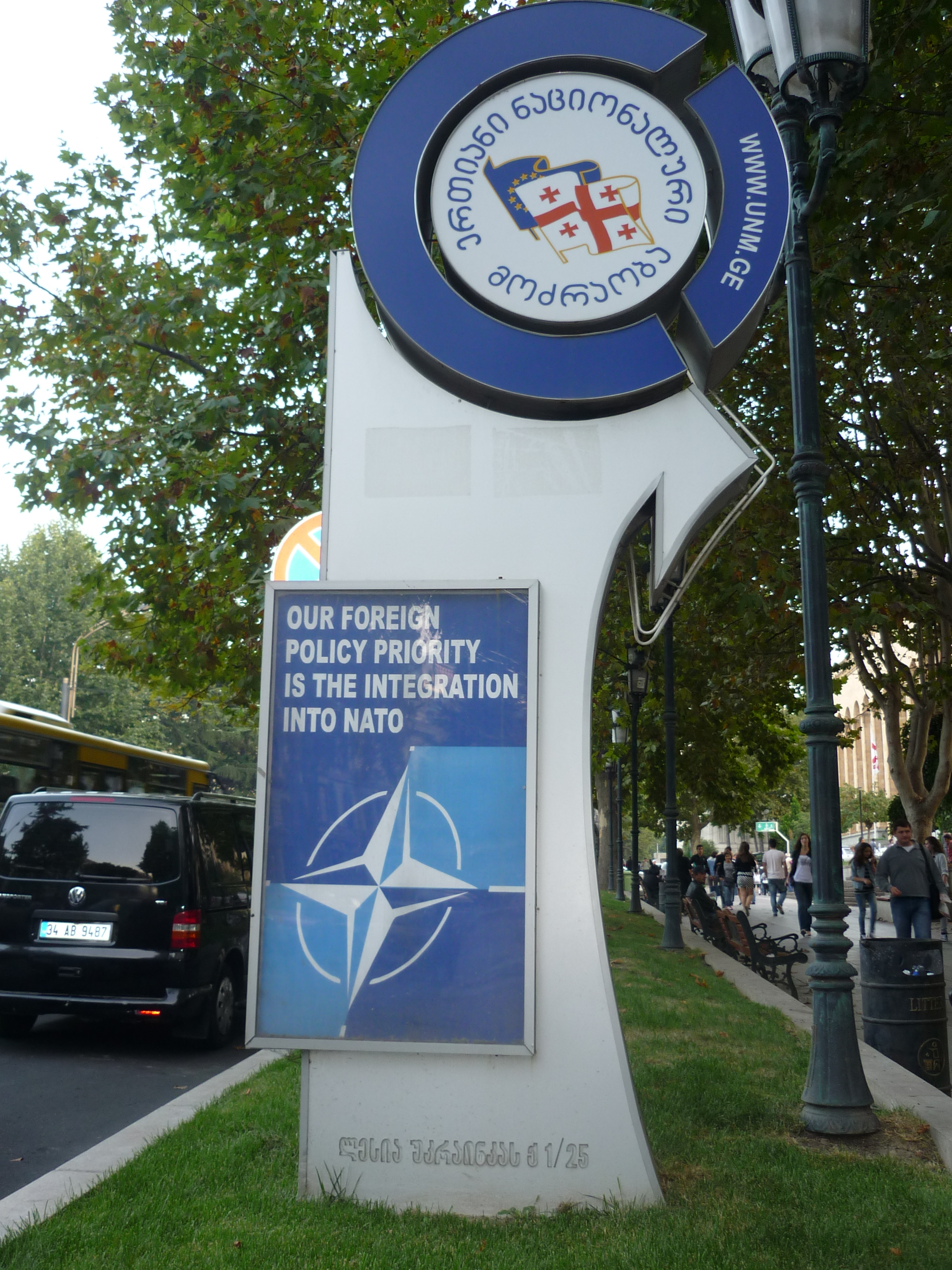
نشان قدیم ناتو ویراش شده توسط یوان‌ام و استفاده به عنوان نماد حزب جنبش اتحاد ملی گرجستان در تفلیس

حزب جنبش اتحاد ملی در اکتبر ۲۰۰۱ توسط میخاییل ساکاشویلی تأسیس شد. این حزب از احزاب نزدیک به اتحادیه اروپا و ناتو بود که تلاش‌های متعددی برای پیوستن گرجستان به ناتو انجام داد. این حزب پس از به قدرت رسیدن خواستار الحاق دوباره آبخازیا و اوستیای جنوبی به خاک گرجستان شد.
این حزب پس از انقلاب گل رز، قدرت را در گرجستان به دست گرفت.

## شکست در انتخابات پارلمانی ۲۰۱۲ گرجستان
این حزب که در سال ۲۰۱۲ زیر نظر ساکاشویلی اداره می‌شد، در انتخابات پارلمانی ۲۰۱۲ گرجستان در برابر ائتلاف حزب رؤیای گرجستان شکست خورد. میخاییل ساکاشویلی به عنوان رئیس‌جمهور وقت و رهبر حزب جنبش اتحاد ملی، شکست حزب خود در این انتخابات را پذیرفت.